# Monastero-santuario di Santa Gemma Galgani

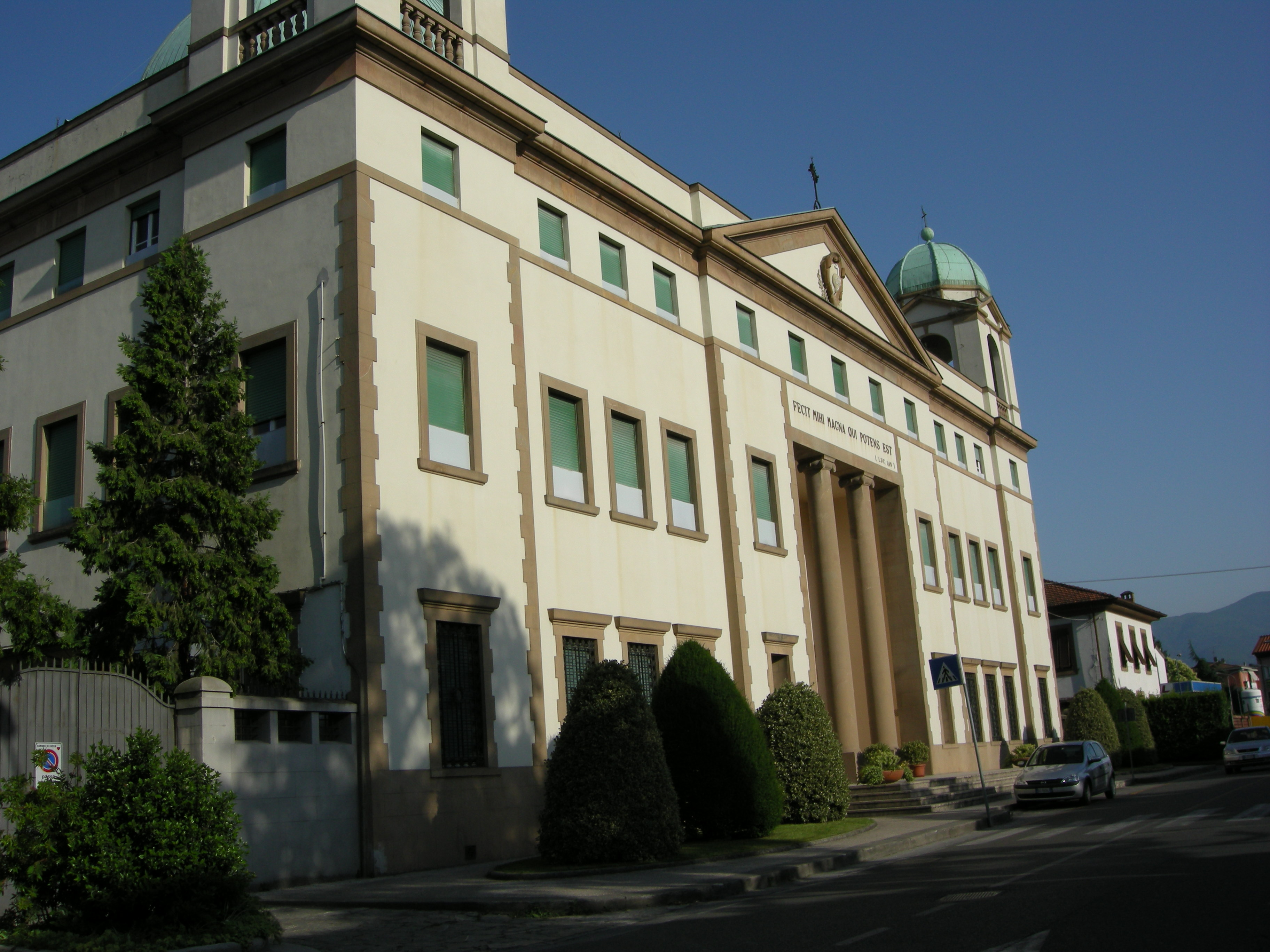
Facciata

Il monastero-santuario di Santa Gemma Galgani, o monastero delle Passioniste, si trova a Lucca in via di Tiglio.

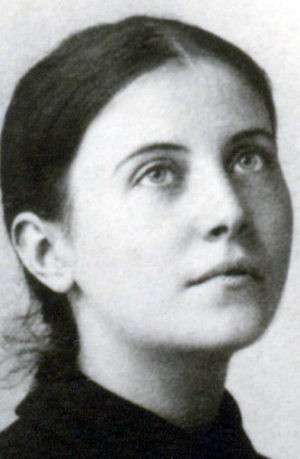
Santa Gemma Galgani

## Storia e descrizione
Il monastero, dedicato a santa Gemma Galgani che qui visse ed è sepolta, risale originariamente al 1771. In una delle sue estasi, la santa ebbe una visione del Cristo che le chiedeva con insistenza un nuovo monastero, che venne iniziato nel 1935 su progetto dell'architetto Italo Baccelli di Lucca, il cui impianto cupola-campanili sembra ispirato al Duomo di Berlino. Dopo l'interruzione durante il conflitto bellico, i lavori vennero ripresi e terminati, dopo alterne fasi, nel 1965, con la costruzione della cupola secondo il progetto dell'architetto imolese Adriano Marabini.
Le spoglie della santa riposano sotto l'altare maggiore, in un'urna dello scultore Francesco Nagni. All'interno della chiesa, la pala d'altare (Cristo che imprime le stigmate a santa Gemma Galgani sorretta dall'angelo della Passione) e i due mosaici (San Paolo della Croce e San Gabriele dell'Addolorata) sono opera di Primo Conti. A sinistra dell'altare il gruppo marnoreo della Passione è di Tommaso Gismondi, autore anche dei due altorilievi bronzei sulle pareti con i Dolori di Maria.
Nel 2008 il santuario ha ospitato la statua di Nostra Signora di Lourdes.